# Рукавина, Антонио
Анто́нио Рука́вина (серб. Антонио Рукавина / Antonio Rukavina; 26 января 1984, Белград, СФРЮ) — сербский футболист, игравший на позиции защитника.

## Карьера

### Клубная
Воспитанник нови-београдского клуба «Бежания», в котором начал и профессиональную карьеру в 2002 году. В составе «Бежании» выступал до конца 2006 года, сыграл за это время 142 матча, в которых забил 26 мячей в ворота соперников. В январе 2007 года перешёл в белградский «Партизан», за который сыграл 32 матча, забил 4 мяча, стал, вместе с командой, вице-чемпионом Сербии и, помимо этого, был капитаном команды.
В 2008 году переехал в Германию, в дортмундскую «Боруссию», с которой подписал контракт на 4,5 года, сумма трансфера составила 2.500.000 евро. В составе «Боруссии» дебютировал 29 января 2008 года в матче против бременского «Вердера» в Кубке Германии, а 2 февраля дебютировал в Бундеслиге, в выездном матче против клуба «Дуйсбург». Всего за дортмундцев сыграл 19 матчей в чемпионате и, помимо этого, помог команде дойти до финала Кубка страны.
В 2009 году перешёл на правах аренды до конца сезона в клуб «Мюнхен 1860», в составе которого дебютировал 8 февраля в выездном матче против клуба «Майнц 05». Всего в том сезоне сыграл 15 матчей и забил 1 гол. В июне 2009 года «Мюнхен», в обмен на переход Свена Бендера, договорился с «Боруссией» о полноценном трансфере Антонио, с которым заключил контракт на 3 года.
20 июля 2012 на правах свободного агента заключил трехлетний контракт с вышедшим в испанскую Примеру клубом «Реал Вальядолид».
Через два года перешёл в «Вильярреал», так как «Реал Вальядолид» вылетел из Ла Лиги.
4 июля 2018 года по окончании чемпионата мира-2018 подписал контракт на полтора года с казахстанским чемпионом клубом «Астана» с надеждой «впервые в карьере сыграть в Лиге Чемпионов» и уже 11 июля с листа сыграл за «Астану» в квалификации Лиги Чемпионов УЕФА с черногорским чемпионом клубом «Сутьеска» (1-0).

### В сборной
С 2006 по 2007 год выступал в составе молодёжной сборной Сербии (до 21 года), провёл 6 матчей и стал вместе с командой серебряным призёром проходившего в Нидерландах молодёжного чемпионата Европы 2007 года.
В составе национальной сборной Сербии дебютировал 2 июня 2007 года в проходившем в Хельсинки отборочном матче к чемпионату Европы 2008 года против сборной Финляндии, в котором сербы одержали победу со счётом 2:0.
В 2018 году принял участие в чемпионате мира по футболу 2018 в России и сыграл в двух матчах в группе Е против Коста-Рики (1-0) и Бразилии (0-2).

## Достижения
Сербия
- Серебряный призёр молодёжного чемпионата Европы: 2007

«Партизан»
- Вице-чемпион Сербии: 2006/07

«Боруссия»
- Финалист Кубка Германии: 2007/08

«Астана»
- Чемпион Казахстана: 2018, 2019